# Eritrichium fetisovii
Eritrichium fetisovii är en strävbladig växtart som beskrevs av Eduard August von Regel. Eritrichium fetisovii ingår i släktet Eritrichium och familjen strävbladiga växter. Inga underarter finns listade i Catalogue of Life.